# Корейская академия наук и технологий
Корейская академия наук и технологий (кор. 한국과학기술한림원, англ. Korean Academy of Science and Technology) — академия наук в Южной Корее и интегрированный мозговой центр научно-технологического развития. Основными видами деятельности являются академические исследования, популяризация науки, исследовательская деятельность и обмен информацией.
Члены КАСТ определяются путём избрания коллегами в знак признания выдающихся достижений в своих областях. В состав Академии входят стипендиаты, почётные стипендиаты, иностранные члены, ассоциированные члены, почётные члены и члены-меценаты, а также молодые стипендиаты Корейской академии наук и технологий.

## История
В феврале 1994 года в рамках Федерации корейских научно-технических сообществ был сформирован Комитет содействия созданию Корейской академии наук. В июле 1994 года было проведено собрание учредителей, в ходе которого название было изменено на «Корейскую академию науки и технологий». Первое общее собрание состоялось в ноябре 1994 года, на котором Чо Ван Гю был избран первым Президентом КАСТ.
В июне 1995 года Академия была зарегистрирована на основании Закона о создании и управлениями корпорациями, представляющими общественный интерес.
В июне 2001 года КАСТ был указан в качестве учреждения, подлежащего государственной поддержке и поощрению.
В 2002 году между РАН и КАСТ был подписан меморандум о взаимопонимании.
В сентябре 2003 на станции Мигеум в Соннаме было завершено строительство Зала академии.
В январе 2020 года КАСТ присоединилась к Международному совету по науке в качестве членской организации.

## Международный статус и сотрудничество
КАСТ является международно-признанной академией наук. Среди иностранных членов КАСТ 34 лауреата Нобелевской премии, в том числе Стивен Чу, один из лауреатов Нобелевской премии по физике 1997 года и глава Министерства энергетики США администрации Барака Обамы, Роберт Б. Лафлин и Джером Фридман, лауреат Нобелевской премии по физике 1990 года.

## Президенты
- Чо Ван Гю (조완규) (ноябрь 1994 г. — март 1998 г.)
- Джон Му Шик (전무식) (март 1998 — январь 2001)
- Хан Ин Гю (한인규) (январь 2001 г. — февраль 2004 г.)
- Чон Кун Мо (정근모) (февраль 2004 г. — февраль 2007 г.)
- Ри Хён Ку (이현구) (февраль 2007 г. — март 2010 г.)
- Чон Киль-Сенг (정길생) (март 2010 г. — март 2013 г.)
- Пак Сон Хён (박성현) (март 2013 г. — март 2016 г.)
- Ли Мён Чхоль (이명철) (март 2016 г. — март 2019 г.)
- Хан Мин Ку (한민구) (март 2019 г. — март 2022 г.)
- Ю Ок Чжун (유욱준) (март 2022 г. — настоящее время)